# Georg Bickel (Politiker)
Johann Georg Bickel (* 22. März 1868 in Affolterbach; † 16. Februar 1940 ebenda) war ein hessischer Politiker (NLP) und Abgeordneter der 2. Kammer der Landstände des Großherzogtums Hessen.

## Familie
Georg Bickel war der Sohn des Gemeinderechners und Bauern Johann Peter Bickel und dessen Frau Elisabeth Katharina geborene Röth. Er heiratete am 12. Mai 1898 in Affolterbach seine Frau Anna geborene Helfrich. Wie sein Vater arbeitete auch Georg Bickel als Gemeinderechner und Bauer.

## Politik
In der 36. Wahlperiode (1918) war Georg Bickel Abgeordneter der zweiten Kammer der Landstände des Großherzogtums Hessen. In den Landständen vertrat er ab dem 9. Juli 1918 als Nachrücker für Rudolf Wünzer den Wahlbezirk Starkenburg 4/Wald-Michelbach. 